# Amelia pomorska
Amelia pomorska (ur. 28 stycznia 1547 na zamku w Wołogoszczy, zm. 16 września 1580 tamże) – księżniczka pomorska, córka Filipa I z dynastii Gryfitów.

## Życie
Była piątym w kolejności znanym dzieckiem i najstarszą córką Filipa I, księcia pomorskiego, szczecińskiego i wołogoskiego oraz Marii, elektorówny saskiej. Być może nosiła również imię Zofia. Imię otrzymała po babce ze strony ojca, Amelii. W 1566 rozpoczęły się pierwsze rozmowy na temat wydania księżniczki za mąż. Na zjeździe Rzeszy w Augsburgu jej najstarszy brat Jan Fryderyk rozmawiał na temat ślubu bliżej niedoprecyzowanego Karola, księcia ziębickiego, z księżniczką pomorską. Wyżej wspomnianego księcia Karola identyfikuje się albo, co bardziej prawdopodobne, z Karolem Krzysztofem z Podiebradów, albo z Karolem II, księciem ziębicko-oleśnickim, również pochodzącym z rodu Podiebradów. Jednak do małżeństwa nie doszło. Istnienie również hipoteza, że w 1569 dwór polski planował wydanie księżniczki za Albrechta Fryderyka, księcia pruskiego i lennika polskiego. Niepowodzenie projektów matrymonialnych spowodowało, że Amelia pozostała w stanie panieńskim, a potem wstąpiła do klasztoru.
W literaturze przedmiotu można spotkać się z opinią, że księżniczka była osobą chorowitą. Rezygnowała ze zbytków na rzecz skromnego życia. Księżniczka zmarła 16 września 1580 na zamku w Wołogoszczy, a w sześć dni później (22 września) pochowano ją w kościele św. Piotra w Wołogoszczy.

### Genealogia
| Jerzy I pomorski ur. 11 IV 1493 zm. na przeł. 9/10 V 1531 | Jerzy I pomorski ur. 11 IV 1493 zm. na przeł. 9/10 V 1531 |                                                     |                                                     | Amelia reńska ur. 25 VII 1490 zm. 6 I 1525 | Amelia reńska ur. 25 VII 1490 zm. 6 I 1525 |  |  | Jan ur. ? zm. ? | Jan ur. ? zm. ? |                                                   |                                                   | Małgorzata (Anhalt) ur. ? zm. ? | Małgorzata (Anhalt) ur. ? zm. ? |
|                                                           |                                                           |                                                     |                                                     |                                            |                                            |  |  |                 |                 |                                                   |                                                   |                                 |                                 |
|                                                           |                                                           |                                                     |                                                     |                                            |                                            |  |  |                 |                 |                                                   |                                                   |                                 |                                 |
|                                                           |                                                           | Filip I wołogoski ur. 14/15 VII 1515 zm. 14 II 1560 | Filip I wołogoski ur. 14/15 VII 1515 zm. 14 II 1560 |                                            |                                            |  |  |                 |                 | Maria saska ur. 15 XII 1516 zm. w okr. 5–7 I 1583 | Maria saska ur. 15 XII 1516 zm. w okr. 5–7 I 1583 |                                 |                                 |
|                                                           |                                                           |                                                     |                                                     |                                            |                                            |  |  |                 |                 |                                                   |                                                   |                                 |                                 |
|                                                           |                                                           |                                                     |                                                     |                                            |                                            |  |  |                 |                 |                                                   |                                                   |                                 |                                 |
|                                                           |                                                           |                                                     |                                                     |                                            |                                            |  |  |                 |                 |                                                   |                                                   |                                 |                                 |

|  |  |  |  | Amelia pomorska (ur. 28 I 1547, zm. 16 IX 1580) |